# Colmeia Lusitana

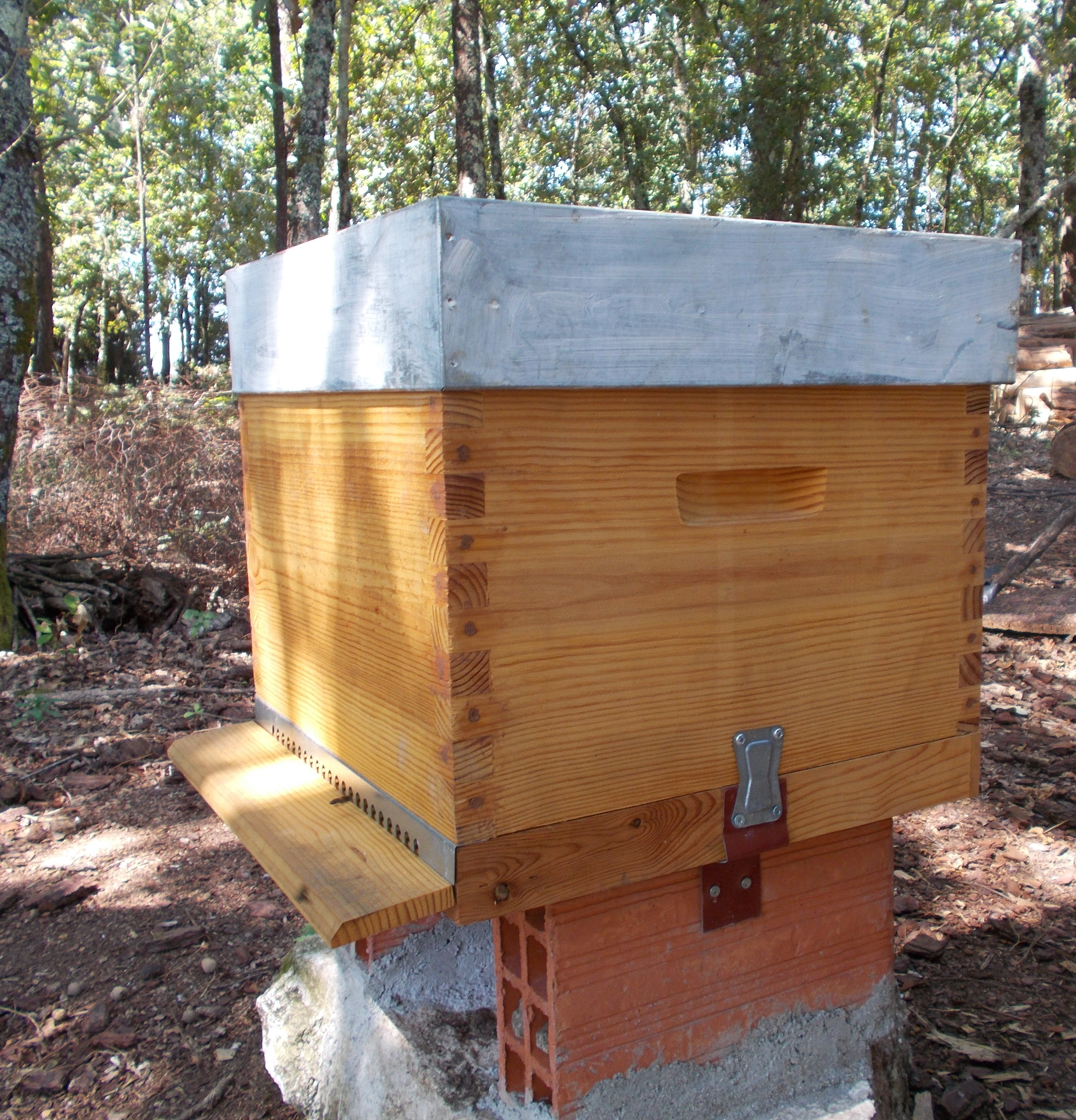
Colmeia Lusitana

A colmeia Lusitana, a colmeia mais utilizada em Portugal, é uma adaptação das colmeias do tipo Langstroth e Dadant-Blatt feita pelo padre Manuel Tavares de Sousa (1872–1958).

## O padre Manuel Tavares de Sousa
Natural de Cepelos (Vale de Cambra), foi recebido como sacerdote de Rio Mau (Penafiel) a 25 de Fevereiro de 1904, onde além da sua condição de padre desenvolveu varias outros negócios como o da torrefação do café, a construção civil e enfim a apicultura.

## A colmeia Lusitana
Depois de adotar a colmeia americana o sócio de Tavares de Sousa, Manuel da Rocha Amorim, achou-a demasiada grande e pesada e decidiu criar o modelo "Colmeia prática" com 10 quadros em vez de doze. O padre achou a redução insuficiente para as abelhas indígenas (Apis mellifera iberiensis) e criou o modelo "Lusitana" um pouco mais pequeno. Assim a colmeia "Lusitana" tem um ninho de 10 quadros e uma alça de 8. O telhado era de madeira, forrado com palha de centeio para o melhores clientes. Porque o padre lançou-se de imediato na construção e comercialização de colmeias num pais que usava sobretudo cortiços. Os seus antigos empregados criaram as suas empresas que deram origem as empresas ainda existentes no ramo.

### Dimensões das colmeias[2]
| Tipo     | Nº de quadros | Dimensões ninho (mm) | Dimensões alça (mm) |
| -------- | ------------- | -------------------- | ------------------- |
| Lusitana | 10            | 380x380x313          | 380x380x165         |
| Prática  | 10            | 450x370x310          | 450x370x160         |
| Dadant   | 12            | 500x500x309          | 500x500x168         |
| Dadant   | 10            | 500x430x309          | 500x430x168         |